# Daud Ibrahim
Daud Ibrahim (* 20. April 1947 in Batu Pahat; † 11. November 2010 in Rembau) war ein malaysischer Radrennfahrer.

## Sportliche Laufbahn
Ibrahim war im Straßenradsport und im Bahnradsport aktiv. Er war Teilnehmer der Olympischen Sommerspiele 1972 in München. Im Mannschaftszeitfahren kam Malaysia mit Abdul Bahar-ud-Din Rahum, Daud Ibrahim, Saad Fadzil und Omar Haji Saad auf den 35. und damit letzten Rang im Wettbewerb. Das olympische Straßenrennen beendete er nicht. Im Sprint schied er im Vorlauf aus. Im 1000-Meter-Zeitfahren kam er auf den 29. Rang.
Bei den Asienspielen 1970 gewann er das Keirinrennen und holte Bronze im Zeitfahren. Bei den Südostasienspielen 1971 gewann er fünf Wettbewerbe. Bei den Commonwealth Games 1974 war er im Bahnradsport am Start.